# Mistrzostwa NCAA Division I w Zapasach w 1963
Mistrzostwa NCAA Division I w zapasach rozgrywane były w Kent w dniach 21–23 marca 1963 roku. Zawody odbyły się w Memorial Gym, na terenie Kent State University.
- Outstanding Wrestler – Mickey Martin

## Drużynowo
| Kolejność | Szkoła                    | Zespół     |
| --------- | ------------------------- | ---------- |
| 1.        | University of Oklahoma    | Sooners    |
| 2.        | Iowa State University     | Cyclones   |
| 3.        | University of Michigan    | Wolverines |
| 4.        | Oklahoma State University | Cowboys    |
| 4.        | University of Pittsburgh  | Panthers   |
| 4.        | Syracuse University       | Orange     |

## All American

### 115 lb
| Lp. | Zawodnik       | Szkoła          |
| --- | -------------- | --------------- |
| 1.  | Arthur Maughan | Minnesota State |
| 2.  | Gil Sanchez    | Colorado State  |
| 3.  | Tom Balent     | Penn State      |
| 4.  | Lowell Stewart | Iowa State      |
| 5.  | Wally Curtis   | Oklahoma        |
| 6.  | Okla Johnson   | Michigan State  |

### 123 lb
| Lp. | Zawodnik       | Szkoła            |
| --- | -------------- | ----------------- |
| 1.  | Mike Nissen    | Nebraska          |
| 2.  | Mike Johnson   | Pittsburgh        |
| 3.  | Mark McCracken | Oklahoma State    |
| 4.  | Fred Powell    | Lock Haven        |
| 5.  | Gary Jospeh    | Ohio State        |
| 6.  | Don Neff       | Northern Colorado |

### 130 lb
| Lp. | Zawodnik      | Szkoła       |
| --- | ------------- | ------------ |
| 1.  | Mickey Martin | Oklahoma     |
| 2.  | Bobby Douglas | West Liberty |
| 3.  | David Dozeman | Michigan     |
| 4.  | Lew Kennedy   | Minnesota    |
| 5.  | Ron Jones     | Iowa State   |
| 6.  | Pat Smartt    | Lehigh       |

### 137 lb
| Lp. | Zawodnik      | Szkoła        |
| --- | ------------- | ------------- |
| 1.  | Bill Dotson   | Northern Iowa |
| 2.  | Tom Huff      | Iowa          |
| 3.  | Mike Herman   | Navy          |
| 4.  | Larry Bewley  | Iowa State    |
| 5.  | Charles White | Oklahoma      |
| 5.  | Gary Wilcox   | Michigan      |

### 147 lb
| Lp. | Zawodnik     | Szkoła            |
| --- | ------------ | ----------------- |
| 1.  | Mike Natvig  | Army              |
| 2.  | Lonnie Rubis | Minnesota         |
| 3.  | Veryl Long   | Iowa State        |
| 4.  | Dick Slutzky | Syracuse          |
| 5.  | Jim Crider   | Northern Colorado |
| 6.  | David Gibson | Purdue            |

### 157 lb
| Lp. | Zawodnik        | Szkoła         |
| --- | --------------- | -------------- |
| 1.  | Kirk Pendleton  | Lehigh         |
| 2.  | Phil Kinyon     | Oklahoma State |
| 3.  | Virgil Carr     | Iowa State     |
| 4.  | Rahim Javanmard | California     |
| 5.  | Rick Bay        | Michigan       |
| 6.  | Tim Gay         | Pittsburgh     |

### 167 lb
| Lp. | Zawodnik       | Szkoła     |
| --- | -------------- | ---------- |
| 1.  | Jim Harrison   | Pittsburgh |
| 2.  | Steve Combs    | Iowa       |
| 3.  | Gordon Hassman | Iowa State |
| 4.  | Terry Isaacson | Air Force  |
| 5.  | Bob Hall       | Bloomsburg |
| 6.  | William Roy    | Illinois   |

### 177 lb
| Lp. | Zawodnik      | Szkoła     |
| --- | ------------- | ---------- |
| 1.  | Dean Lahr     | Colorado   |
| 2.  | Harry Houska  | Ohio       |
| 3.  | Tommy Edgar   | Oklahoma   |
| 4.  | Richard Bell  | Washington |
| 5.  | Ken Barr      | Pittsburgh |
| 6.  | Gerry Franzen | Navy       |

### 191 lb
| Lp. | Zawodnik       | Szkoła         |
| --- | -------------- | -------------- |
| 1.  | Jack Barden    | Michigan       |
| 2.  | Wayne Baughman | Oklahoma       |
| 3.  | Ron Paar       | Wisconsin      |
| 4.  | Allan Jaklich  | Northwestern   |
| 5.  | Ken Hines      | Colorado State |
| 6.  | Gerry Everling | Syracuse       |

### Open
| Lp. | Zawodnik         | Szkoła            |
| --- | ---------------- | ----------------- |
| 1.  | Jim Nance        | Syracuse          |
| 2.  | Larry Kristoff   | Southern Illinois |
| 3.  | Joe James        | Oklahoma State    |
| 4.  | Merrell Solowin  | Toledo            |
| 5.  | Bob Spaly        | Michigan          |
| 6.  | John Illengwarth | Lehigh            |